# 美人投票
美人投票（びじんとうひょう、英: Keynesian beauty contest）とは、金融市場における用語の一つ。

## 概要
経済学者のジョン・メイナード・ケインズが『雇用・利子および貨幣の一般理論』第12章第5節で、金融市場における投資家の行動パターンを表すたとえ話として示したことから使われるようになった。
ケインズは、玄人筋の行う投資は「100枚の写真の中から最も美人だと思う人に投票してもらい、最も投票が多かった人に投票した人達に賞品を与える新聞投票」に見立てることができるとし、この場合「投票者は自分自身が美人だと思う人へ投票するのではなく、平均的に美人だと思われる人へ投票するようになる」とした。
これを金融市場に当てはめると、基本的にはファンダメンタルズが反映され適正な値段として反映されるはずだが、実際は必ずしも業績のよい投資対象が高く、そうでない投資対象が安いとは限らず、その時々の投資対象に対する風評や先行きの期待感・失望感、あるいは需給関係などによって動く要素が多い。すなわち、自分以外の多くの人々の人気投票の結果が価格であるという意味である。
美人投票でのナッシュ均衡は、ちょうど美人候補の立候補者数だけ存在し、一人の候補者に全ての票が集まるというものになる。この中には、「美人の対極に位置すると投票者の誰もが考える候補に、票が集中」という極端に常識に合わないものも含まれる。なぜなら、正直な投票者が数人票を動かしても結果は変わらず、票を動かした投票者は「最も投票が多かった人」の的中に失敗するからである。このため、誰も美人の対極への投票を変更することができない。